# Pyrrhorachis pisochlora
Pyrrhorachis pisochlora là một loài bướm đêm trong họ Geometridae.